# 修山近管蛛
修山近管蛛（学名：Anyphaena xiushanensis）为近管蛛科近管蛛属的动物。在中国大陆，分布于浙江等地。该物种的模式产地在浙江。